# La Lucha (Valencia)
La Lucha fue un periódico editado en la ciudad española de Valencia entre 1901 y 1902, en dos épocas diferentes.

## Descripción
Apareció el 4 de noviembre de 1901, bajo la dirección de Santiago Jorcano y con el subtítulo de «semanario tradicionalista», en cuatro páginas de 46 por 32 centímetros y a tres columnas. Salía de la imprenta de Menosi, Villar y Pergüell. Entre sus colaboradores, se contaron el presbítero José Valenzuela, Juan Luis Martín Mengod, Mariano Serrano y José Navarro Cabanes.
Emprendió en febrero de 1902 una campaña contra Vicente Blasco Ibáñez y los adscritos a su blasquismo, y, según Navarro Cabanes, «este combate siguió rudo, sin desmayos, hasta el día 6 de Septiembre, en que un numeroso grupo de republicanos asaltó, a las seis de la mañana, la imprenta, volcó las cajas y estropeó la máquina». Al no haber tras estos sucesos impresor valenciano que se atreviera a tirar el periódico, dejó de publicarse en el número cuadragésimo quinto. Sufrió, además, muchas denuncias y procesos.
Reapareció en una segunda época el 25 de octubre de aquel mismo año, refundado por Antonio López Rodríguez y con Ramón Pastor como director, que luego se vería sustituido por Federico Tomás en los últimos números. Como no encontró imprenta en Valencia, el semanario, que recuperó firmas de la primera etapa como Martín Mengod y Navarro Cabanes, se publicó en la que José Foquet regentaba en Tortosa. «La necesidad de redactar de un tirón el periódico a primeros de semana, para recibir los ejemplares impresos el sábado, quitaba actualidad a las campañas, y no puedo tener el éxito necesario», señala Navarro Cabanes, que asegura que cesó a finales de año, habiéndose publicado otros sesenta números.